# Christian Akber-Sade
Christian Akber-Sade (* 25. Februar 1982 in Bielefeld) ist ein deutscher Fernsehreporter, Moderator und Beitragsmacher.

## Leben und Karriere
Akber-Sades Nachname ist aserbaidschanischen Ursprungs, da einer seiner Großväter aus der ehemaligen Sowjet-Republik stammt. Akber-Sade machte sein Abitur am Widukindgymnasium in Enger und begann nach seinem Zivildienst mit dem Studium der Rechtswissenschaft an der Universität Bielefeld, welches er mit dem ersten Staatsexamen abschloss. Schon während seines Studiums sammelte er Erfahrungen im journalistischen Bereich und in der Öffentlichkeitsarbeit. Seine Karriere als Reporter begann bei Arminia Bielefeld. Dort war Akber-Sade für das vereinseigene Web-TV-Format verantwortlich, das er inhaltlich betreute und auch vor der Kamera präsentierte. Außerdem war er unter anderem als Autor für das Vereinsmagazin tätig.
Nach weiteren Tätigkeiten beim Hörfunk und in der TV-Produktion begann er ein journalistisches Volontariat mit Schwerpunkt TV bei dem Fernsehsender Sport1, wo er auch Artikel für die Online-Plattform Sport1.de schrieb. Für Sport1 war Akber-Sade als Live-Kommentator der Eishockey-WM 2012, als Feldreporter in der zweiten Fußball-Bundesliga und als Reporter bei der Biathlon-WM 2012 im Einsatz.
Nach Beendigung des Volontariats wechselte Akber-Sade zu Sky Sport News, wo er bis Ende Juni 2023 aktiv war. Dort berichtete er als Reporter von diversen Sportveranstaltungen und war als Moderator im Studio zu sehen. Akber-Sade vertrat seinen Sender insbesondere als Reporter bei der Deutschen U21-Nationalmannschaft und war als Fieldreporter im Fußballbereich tätig. Zudem präsentierte er zusammen mit dem Olympiasieger von 2006 Michael Rösch eine eigene Sendung zur in Deutschland fernsehquotenstärksten Wintersportart Biathlon.
Nach elf Jahren bei Sky wechselte Akber-Sade im August 2023 zum Bayerischen Rundfunk und ist dort als trimedialer Korrespondent in Bayern tätig. Für größere Aufmerksamkeit sorgte seine Youtube-Reportage, bei der er den Versuch unternahm, es in sieben Wochen vom Laien zum Darts-Bundesligaspieler zu schaffen.
Akber-Sade auch Mitgründer der Kommunikationsagentur FINAL.